# Mazamet
Mazamet is een gemeente in het Franse departement Tarn (regio Occitanie). De plaats maakt deel uit van het arrondissement Castres. Mazamet telde op 1 januari 2022 10.123 inwoners.

## Geschiedenis

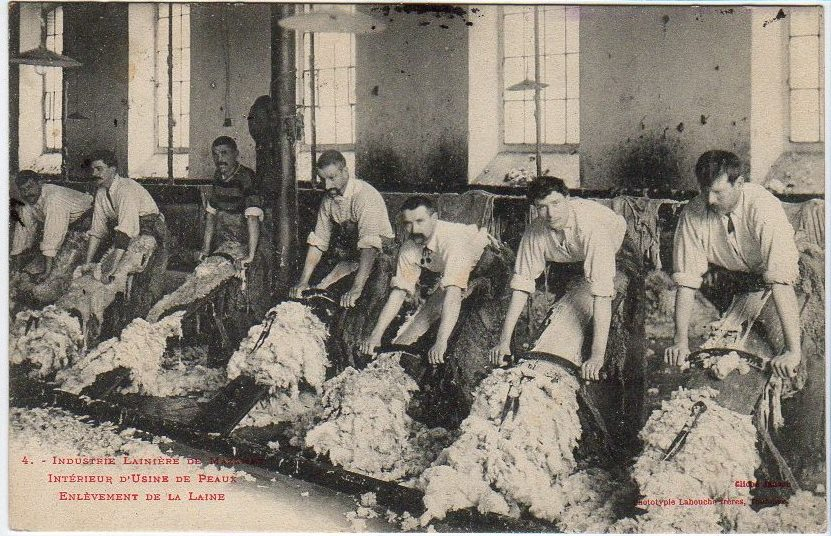
Fabriek waar wol wordt gescheiden van de schapenhuid (1912)

Het kasteel van Hautpoul werd gebouwd rond de 10e eeuw op een rots die uitkijkt over de valleien van de Thoré, de Arnette, de Linoubre en de Arn. In 1212 werd Hautpaul veroverd op de katharen door Simon IV van Montfort.
Mazamet ontstond op een lager gelegen plaats aan de Arnette. In de 13e eeuw kreeg de plaats stadsrechten van Jourdain de Saissac, heer van Hautpol. Mazamet kreeg een kasteel en een stadsmuur en telde in de 16e eeuw ongeveer 500 inwoners. De bevolking koos voor een groot deel voor het protestantisme en de stad werd in 1628 vernield door het leger van Hendrik II van Bourbon-Condé. De affaire-Sirven, een beruchte rechtszaak tegen een protestants gezin, verdedigd door Voltaire, speelde zich af in en rond Mazamet. In 1764 werden portretten van de veroordeelden verbrand voor de kerk van Mazamet, omdat de Sirvens zelf gevlucht waren naar Zwitserland.
Al aan het einde van de 16e eeuw was Mazamet bekend door haar wolindustrie. In de 18e eeuw werd er ook papier en karton geproduceerd. De textielindustrie nam een hoge vlucht halfweg de 19e eeuw. Voortaan werd niet enkele wol ingevoerd uit Frankrijk en Spanje, maar werden hele schapenhuiden ingevoerd uit Argentinië. In Mazamet werd een speciaal procedé ontwikkeld om de wol te scheiden van de huid, waarbij gebruik werd gemaakt van het kalkarme water van de Arnette. De wol en het leer werden daarna elders verder verwerkt. In 1912 werden zo 32 miljoen schapenhuiden verwerkt in Mazamet, afkomstig uit de ganse wereld. Vanaf de jaren 1970 verdween deze industrie stilaan.

## Geografie
De oppervlakte van Mazamet bedroeg op 1 januari 2022 72,08 vierkante kilometer; de bevolkingsdichtheid was toen 140,4 inwoners per km².
De onderstaande kaart toont de ligging van Mazamet met de belangrijkste infrastructuur en aangrenzende gemeenten.

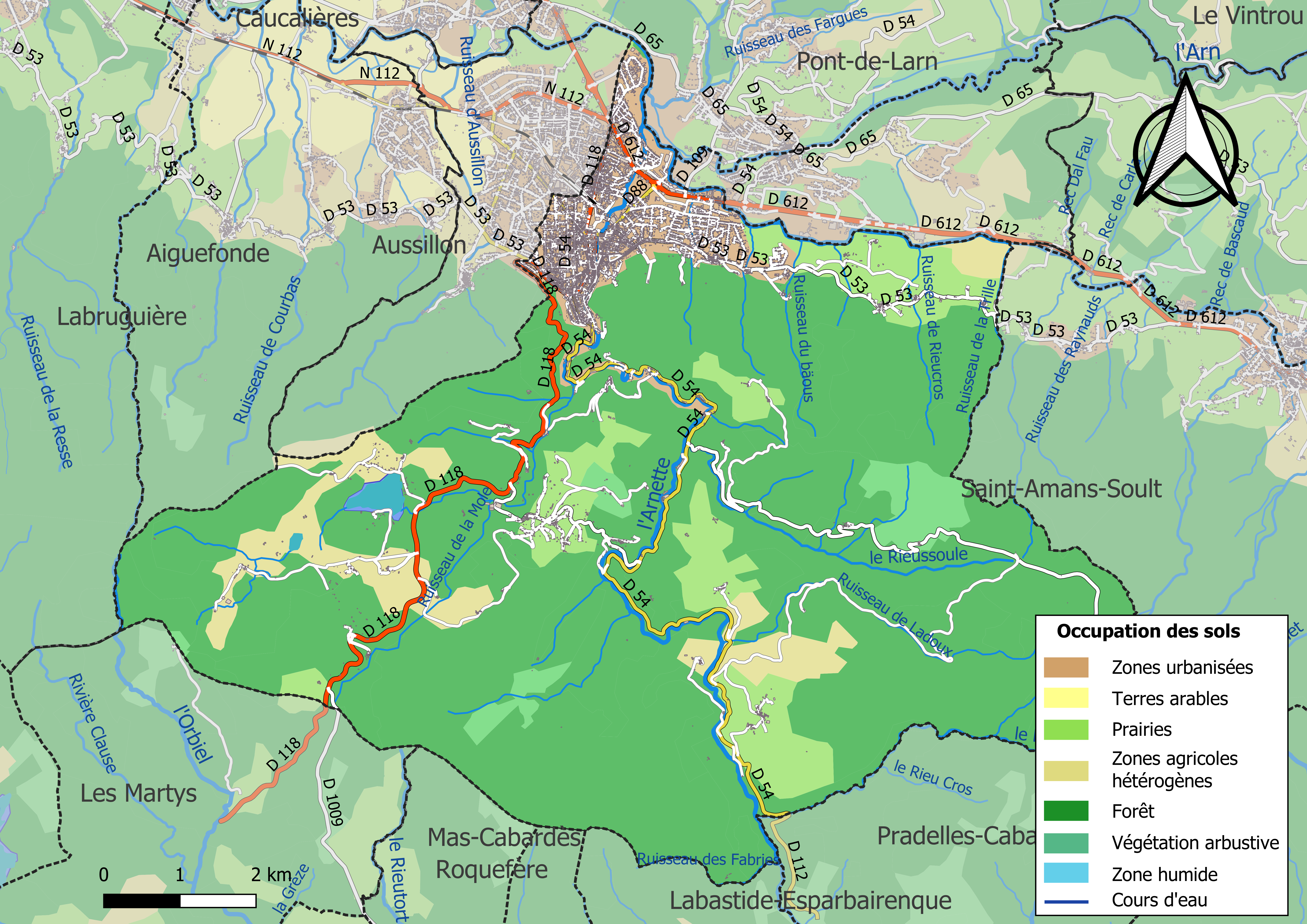

## Verkeer en vervoer
In de gemeente ligt spoorwegstation Mazamet.
Tussen Castres en Mazamet ligt de regionale luchthaven Aéroport de Castres-Mazamet.

## Demografie
Onderstaande figuur toont het verloop van het inwonertal (bron: INSEE-tellingen).

## Bezienswaardigheden
- De 140 meter lange voetbrug over de kloof van de Arnette
- Kasteelruïne van Hautpoul

## Geboren
- Laurent Jalabert (30 november 1968), wielrenner
- Nicolas Jalabert (13 april 1973), wielrenner
- Christophe Bassons (10 juni 1974), wielrenner